# Hypocysta pseudiris
Hypocysta pseudiris är en fjärilsart som beskrevs av Butler 1875. Hypocysta pseudiris ingår i släktet Hypocysta och familjen praktfjärilar. Inga underarter finns listade i Catalogue of Life.